# Quartetto Radar
Il Quartetto Radar era un quartetto vocale composto da Claudio Celli, Gianni Guarnieri, Dino Comolli e Stelio Settepassi. Il loro stile ed il loro repertorio erano simili a quelli del più conosciuto Quartetto Cetra.

## Storia del gruppo
Iniziano l'attività nella seconda metà degli anni '50.
Nel 1961 riscuotono successo con Dammi la mano e corri; l'anno successivo partecipano al Festival di Napoli 1961 con Cavalluccio 'e mare, in abbinamento con Maria Paris.
Partecipano al Festival di Sanremo 1963 con La ballata del pedone e Oggi non ho tempo.
Sono loro che cantano la canzone Bidibodibù - in un famoso carosello che pubblicizzava una rete per letto - e la sigla introduttiva A mille ce n'è delle Fiabe sonore edite dalla Fratelli Fabbri Editori.
Un ulteriore jingle pubblicitario di successo fu, nel 1962, Un passo avanti (One Step Ahead) eseguito con Anita Traversi, utilizzato per pubblicizzare una marca di calze per signora.
Un altro loro successo fu Brivido Blu, cantato insieme a Flo Sandon's.
Claudio Celli era sposato con la cantante Betty Curtis.
Si sono sciolti nel 1969, continuando singolarmente l'attività nell'ambiente musicale.

## Discografia parziale

### 33 giri
- 1957 Flo Sandon's e Quartetto Radar (Durium, msA 583)
- 1957 Un disco... dei Radar (Durium, ms A 598)
- 1958: Schermo sonoro - Musiche da films (Durium, ms A 591; con Vickie Henderson, Flo Sandon's e Marino Marini)
- 1968: Canti del West (Eco, 529)
- 1972: Cantiamo la tua parola - Canti cristiani per il nostro tempo (Eco, 568)
- 1974 Anni '50 l'era del night (Durium, BL 7050)

### 78 giri
- 1958: I trulli di Alberobello/Campane di santa Lucia (Durium, A 11108)
- 1958: Io sono te/Timida serenata (Durium, A 11118; solo lato B, lato A cantato da Flo Sandon's)

### EP
- 1957: Calypsos (Durium, ep A 3062; con Flo Sandon's)
- 1957: Buon Natale! (Durium, ep A 3074)
- 1958: Quattro voci e un pianoforte (Durium, ep A 3092; con Pino Spotti)

### 45 giri
- 1958: I trulli di Alberobello/Campane di santa Lucia (Durium, Ld A 6202)
- 1958: Torero/Simpatica (Durium, Ld A 6442)
- 1958: Scalinatella/Santa Lucia luntana (Italdisc, QR 18)
- 1958: Serenata ad un angelo/Bambina innamorata (Italdisc, QR 19)
- 1961: Dammi la mano e corri/La Princesse de Juliette (CGD, N 9228)
- 1961: Ti-pi-tin/Chiacchiere,chiacchiere (CGD, N 9282)
- 1961: Vorrei nascondermi in un albero/un'anima tra le mani (CGD, N 9314)